# Långträskberget
Långträskberget este o arie protejată (arie specială de conservare — SAC, sit de importanță comunitară — SCI) din Suedia întinsă pe o suprafață de 59,7 ha, integral pe uscat.

## Localizare
Centrul sitului Långträskberget este situat la coordonatele 65°56′11″N 20°32′05″E / 65.9364°N 20.5347°E.

## Înființare
Situl Långträskberget a fost declarat sit de importanță comunitară în decembrie 1995 pentru a proteja un număr necunoscut de specii din flora spontană și fauna sălbatică aflate în arealul zonei. Situl a fost protejat și ca arie specială de conservare în martie 2011.

## Biodiversitate
Situată în ecoregiunea boreală, aria protejată conține 3 habitate naturale: Mlaștini turboase de tranziție și turbării mișcătoare, Turbării Aapa, Taiga vestică.
La baza desemnării sitului se află un număr nedeclarat de specii protejate.